# Reattore nucleare ad acqua supercritica

Schema di un reattore ad acqua supercritica

Il reattore ad acqua supercritica o, in inglese, supercritical water reactor (SCWR) è un reattore di IV generazione che utilizza l'acqua supercritica (riferendosi al punto critico dell'acqua e non la massa critica del combustibile nucleare) come fluido refrigerante. Gli SCWR assomigliano ai reattori nucleari ad acqua leggera (LWR) ma operano a pressione e temperatura più elevati, con un ciclo diretto come un reattore ad acqua bollente (BWR), e l'acqua si trova sempre nello stesso stato fluido come in un reattore ad acqua pressurizzata (PWR). Il BWR, il PWR e la caldaia supercritica sono tutte tecnologie provate. Il SCWR è un reattore avanzato promettente per via del suo alto rendimento termico (~45% vs. ~33% per i LWR correnti) e il suo design più semplice, ed è investigato da 32 organizzazioni in 13 paesi.

## Design

### Moderatore-refrigerante
Il SCWR usa l'acqua supercritica come un moderatore di neutroni e refrigerante. Sopra il punto critico, vapore e liquido hanno la stessa densità e sono indistinguibili, eliminando la necessità di un pressurizatore (PWR) o di pompe di ricircolo, separatori e asciugatori di vapore (BWR). Inoltre evitando la ebollizione, il SCWR non genera vuoti (bolle) con meno densità ed effetto moderatore. Nel LWR questo può influenzare il trasferimento di calore e il moto dell'acqua, e l'effetto feedback può rendere il reattore più difficile da prevedere e controllare. La semplificazione del SCWR dovrebbe ridurre i costi di costruzione e migliorare l'affidabilità e la sicurezza del reattore. Lo spettro di neutroni dovrebbe essere solo parzialmente moderato, forse perfino ad essere un Reattore a neutroni veloci. Questo perché l'acqua supercritica ha una densità ed effetto moderante minore dell'acqua, ma è migliore a trasferire il calore, quindi ne è necessario una minor quantità. In alcuni design con uno spettro di neutroni più veloce l'acqua è un riflettore al di fuori del reattore, o altrimenti solo una parte del reattore è moderato. Un reattore a neutroni veloci ha tre vantaggi principali:
- Una densità di potenza superiore, generando più potenza per la stessa dimensione
- Un coefficiente di conversione maggiore di 1, che rende un reattore autofertilizzante possibile. *Questo permette per un uso efficiente di 99% (U238) di uranio naturale.
- I neutroni veloci spezzano gli Attinoidi, mentre i prodotti di fissioni possono essere trasmutati con i neutroni in eccesso.

### Combustibile
Il combustibile assomiglierà al combustibile dei LWR, probabilmente con gruppi di combustibili canalizzati come nei BWR per ridurre il rischio di punti caldi causati da variazioni di temperatura e pressione locali. L'arricchimento del combustibile dovrà essere superiore per compensare per il rivestimento, che non potrà essere di zirconio costumario nel LWR, perché lo zirconio corroderebbe velocemente. L'acciaio inossidabile o leghe di nickel potrebbero essere usate. Le barre di combustibile devono sopportare l'ambiente supercritico corrosivo, oltre a una picco di potenza in caso d'emergenza. Ci sono quattro modi di fallimento durante un incidente: rottura fragile, collaso, danno da sovrapressione e scorrimento viscoso. Per ridurre la corrosione, l'idrogeno potrebbe essere aggiunto all' acqua.
Almeno un concetto utilizza le particelle di combustibile per il reattore a gas avanzato, BISO. Questo utilizza un rivestimento di carburo di silicio resistente alla corrosione, solvendo il problema del rivestimento con un combustibile innovativo ma provato.

### Controllo
Gli SCWR probabilmente avrebbero delle barre di controllo inserita da sopra il reattore come nei PWR.

### Materiali
Le condizioni in un reattore SCWR sono più duri di quelli in un PWR, reattore a sodio o una centrale supercritica a energia fossile (con cui è stata ottenuta molta esperienza, ma non include la combinazione di un ambiente corrosivo e un'intensa radiazione neutronica). Gli SCWR necessitano uno standard di qualità superiore (specialmente il rivestimento del combustibile) di entrambi. Inoltre, alcuni elementi diventano radioattive dopo aver assorbito un neutrone, per esempio il cobalto-59 diventa Cobalto-60, un forte emittente di raggi gamma, quindi le leghe che contenenti cobalto sono inadatti ai reattori. La ricerca si focalizza su:
- La chimica dell'acqua supercritica sotto radiazione (corrosione da stress, e mantenere la resistenza alla corrosione sotto radiazione di neutroni e alta temperatura)
- La stabilità dimensionale e microstrutturale (prevenendo l'infragilimento, ritenendo la forza e resistenza allo strisciamento anche sotto irradiamento e alte temperature)
- I materiali che resistono sia alle condizioni dure e non assorbono troppi neutroni che influenza negativamente l'economia del carburante.

## Vantaggi e sfide

### Vantaggi
- La più alta temperatura del Ciclo di Rankine migliora l'efficienza del reattore (~45% vs. ~33% per i LWR correnti).
- L'efficienza vuol dire un'economia di carburante migliore e un carico più leggero, quindi il calore residuo sarebbe minore.
- L'acqua supercritica ha un eccellente trasferimento di calore.
- Gli SCWR sono, generalmente, a ciclo diretto permettendo un design semplice, come il BWR è più semplice del PWR. Non ci sono separatori o asciugatori di vapore, pompe di ricircolo interno, e non c'è flusso di ricircolo interno. L'energia contenuta nella struttura di contenimento è più bassa.[2]
- L'acqua è liquida a temperatura ambiente, economica, non tossica e trasparente, semplificando l'azione di manutenzione e ispezione (in confronto ai reattori a metallo liquido).
- Un reattore SCWR a neutroni veloci può essere un reattore autofertilizzante, e può bruciare gli Attinoidi.
- Uno SCWR ad acqua pesante può trasmutare combustibile dal Torio (elemento 4x più abbondante dell'uranio), con immunità alla proliferazione migliore rispetto ai trasmutatori di plutonio.

### Sfide
- Una procedura speciale è necessaria per evitare instabilità durante l'accensione
- Sviluppo e ricerca estensiva sulla chimica dell'acqua supercritica sotto l'effetto delle radiazioni.
- Un inventario d'acqua più basso (dato il circuito primario più piccolo) vuol dire che la capacità termica per tamponare transienti e incidenti (per esempio perdita di acqua di alimentazione o grande perdita di refrigerante) risultando in temperature di transito e d'emergenza troppo grandi per i convenzionali rivestimenti di metallo.[3]
- Temperature alte combinate con pressioni più alti e un aumento di temperatura maggiore attraverso il reattore (in confronto ai reattori BWR e PWR) risultano in dagli stress fisici e termici sui materiali incrementati, difficili da risolvere. Un design a tubi di pressione, dove il nocciolo è diviso in tanti recipienti di pressione, ha potenzialmente meno problemi, poiché un diametro più piccolo può essere molto più sottile di una grande recipiente a pressione, e possono essere isolato con isolamento di ceramica inerte così da poter essere operato a più bassa (moderatore a calandria) temperatura.[4]
- Il refrigerante ha una densità minore nella parte superiore del reattore, quindi materiale moderante maggiore è richiesto in quella zona. Molti design hanno una calandria interna che dirige l'acqua di alimentazione con dei tubi verso la parte superiore del reattore, che fornisce ulteriore moderazione in quella regione. Questo ha l'ulteriore vantaggio di poter raffreddare l'intera parete del recipiente con l'acqua di alimentazione, ma risulta in una calandria e plena complessi ed esigenti nei materiali (alte temperature, alte differenze termiche, alta radiazione). Un design a tubi di pressione ha potenzialmente meno problemi, visto che la maggior parte del moderatore si trova nella calandria a bassa temperatura e pressione, riducendo l'effetto della densità sulla moderazione, e il tubo di pressione può essere raffreddato dall'acqua della calandria.[4]
- Uno SCWR a neutroni veloci necessita di un nucleo relativamente complesso per aver un Coefficiente di vuoto negativo.